# Secesní vodárna (Nymburk)
Secesní vodárna v Nymburku v okrese Nymburk, se nachází v ulici Vodárenská. Je chráněna jako kulturní památka České republiky.
V 19. století již kapacita staré vodárny rychle rostoucímu městu nestačila, a tak město v rámci celkové modernizace nechalo vybudovat zcela nový vodovod i s novou vodárenskou věží. Podle projektu Osvalda Polívky, spoluautora Obecního domu v Praze, byla r. 1904 postavena secesní věž ve tvaru kalicha, která je funkční dodnes. Kulatý železný vodojem je umístěn v nejvyšší části věže: dno je 26,5 m nad terénem, vrchol střechy pak 37 m. Objem nádrže je 412 m3. Moderní vodárenská věž a nový rozvod vody po městě tedy počátkem 20. století nahradil staletý systém, zásobující labskou vodou pět nymburských kašen.